# The Hold Steady
I The Hold Steady sono un gruppo musicale rock statunitense, formatosi nel 2004 e originario di Brooklyn.

## Storia del gruppo
Il gruppo ha esordito nel marzo 2004 con l'album Almost Killed Me, pubblicato dalla Frenchkiss Records. Nel maggio 2005 esce Separation Sunday, un concept album incentrato sulla storia di Craig (narratore), Holly, che "interpreta" diversi ruoli e altri personaggi con riferimenti alla Bibbia e al mondo del cattolicesimo. Tutti questi personaggi appaiono in qualche modo già nell'album precedente.
Successivamente il gruppo passa alla Vagrant Records. Nell'ottobre 2006 esce per questa etichetta Boys and Girls in America, lodato dalla critica.
Partecipano con una cover di Can You Please Crawl Out Your Window? di Bob Dylan alla musica del film biografico Io non sono qui (2007).
Il quarto album Stay Positive esce nel luglio 2008 per la Vagrant ed è prodotto da John Agnello. Si tratta dell'ultimo album con Franz Nicolay, che lascia la band nel 2010. Questo disco raggiunge la posizione #15 della Official Albums Chart. Nell'aprile 2009 viene pubblicato un doppio album live dal titolo A Positive Rage, a cui è associato anche un DVD che contiene interviste, estratti di concerti e altro materiale.
Nel maggio 2010 viene pubblicato Heaven Is Whenever, disco pubblicato da Vagrant e Rough Trade. Anche questo album viene accolto bene dalla critica, come i precedenti.
Nel 2011 il frontman del gruppo Craig Finn registra un album solista, dal titolo Clear Heart Full Eyes, pubblicato l'anno seguente.
Nel Record Store Day 2013 viene diffusa una traccia scritta per Il Trono di Spade.
Nel marzo 2014 esce Teeth Dreams, sesto album in studio del gruppo, prodotto da Nick Raskulinecz (Razor & Tie). Si tratta del primo disco con Steve Selvidge, entrato nel gruppo nel 2010.

## Formazione
- Craig Finn (voce, chitarra)
- Tad Kubler (chitarra)
- Galen Polivka (basso)
- Bobby Drake (batteria)
- Steve Selvidge (chitarra)

Ex membri
- Judd Counsell (batteria) 2004-2005
- Franz Nicolay (tastiere) 2005-2010

## Discografia
Album studio
- 2004 - Almost Killed Me
- 2005 - Separation Sunday
- 2006 - Boys and Girls in America
- 2008 - Stay Positive
- 2010 - Heaven Is Whenever
- 2014 - Teeth Dreams
- 2019 - Thrashing Thru The Passion
- 2021 - Open Door Policy

Live
- 2009 - A Positive Rage
- 2023 - The Price Of Progress